# 康斯坦丁诺斯·察佐斯

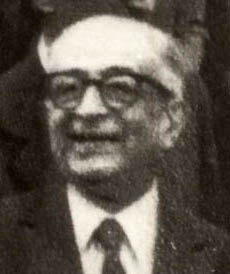
康斯坦丁诺斯·察佐斯

康斯坦丁诺斯·察佐斯（羅馬化：Konstantínos Tsátsos；1899年7月1日—1987年10月8日），希腊政治人物，法学教授。他曾担任希腊第三共和国总统，任期1975-1980年。

## 生平
康斯坦丁诺斯·察佐斯1899年生于雅典，1918年毕业于雅典大学法学院。在希腊轴心国占领时期，他逃亡中东。1945年二战结束，返回希腊。1946年，参加希腊自由党。1974年，担任希腊文化部长。